# 1584
1584 (MDLXXXIV) a fost un an bisect al calendarului gregorian, care a început într-o zi de duminică.

## Nașteri
- dată necunoscută: Miyamoto Musashi samurai și filozof japonez (d. 1645)
- 14 septembrie: Francisco de Quevedo scriitor spaniol (d. 1645)
- dată necunoscută: William Baffin explorator britanic (d. 1622)
- 25 decembrie: Margareta de Austria, regină a Spaniei Regină a Spaniei (d. 1611)
- dată necunoscută: Francis Beaumont  (d. 1616)
- 10 noiembrie: Caterina a Suediei  (d. 1638)
- 8 septembrie: Grégoire de Saint-Vincent  (d. 1667)
- dată necunoscută: Melchior Grodziecki  (d. 1619)
- dată necunoscută: Giovanni Andrea Ansaldo pictor italian (d. 1638)
- dată necunoscută: Ștefan Bethlen  (d. 1648)
- dată necunoscută: Giovanni Bernardo Carlone pictor italian (d. 1631)
- 9 iulie: Nicolae Pătrașcu  (d. 1627)

## Decese
- 18 martie: Ivan al IV-lea al Rusiei  (n. 1530)
- 10 iulie: Wilhelm de Orania  (n. 1533)
- 3 noiembrie: Carlo Borromeo  (n. 1538)
- 22 august: Jan Kochanowski poet polonez (n. 1530)
- dată necunoscută: Bernal Díaz del Castillo  (n. 1492)
- 19 iunie: François, Duce de Anjou duce francez (n. 1555)
- 14 iulie: Balthasar Gérard  (n. 1557)
- 13 iunie: Johannes Sambucus lingvist maghiar (n. 1531)
- 18 februarie: Antonio Francesco Grazzini  (n. 1504)
- dată necunoscută: Lambert Sustris pictor olandez (n. 1515)
- dată necunoscută: Péter Bornemisza  (n. 1535)
- dată necunoscută: Jan Mączyński  (n. 1515)